# Pierin Vincenz
Pierin Vincenz (* 11. Mai 1956 in Chur) ist ein Schweizer Bankmanager. Von 1999 bis 2015 war er Vorsitzender der Geschäftsleitung der Raiffeisen Schweiz.

## Leben

### Ausbildung
Vincenz wuchs als jüngstes von vier Kindern in Andiast im Kanton Graubünden auf und absolvierte Mitte der 1970er-Jahre die Matura. Er studierte von 1982 bis 1986 Betriebswirtschaftslehre an der Hochschule St. Gallen (HSG) und promovierte dort 1989 bei Leo Schuster zum Thema Einsatz und Entwicklung von Expertensystemen im Bankbetrieb. Er ist Mitglied der Akademischen Verbindung Welfen (Schweizerischer Studentenverein) mit dem rätoromanischen Studentennamen Grafetg.

### Laufbahn
Im Jahr 1979 begann er seine Karriere bei der Schweizerischen Treuhandgesellschaft, wo er bis 1982 tätig war. Von 1986 bis 1990 war er im Bereich Treasury des Schweizerischen Bankvereins tätig und ab 1990 Treasurer bei Hunter Douglas.
Ab 1996 war er bei der Raiffeisen-Gruppe beschäftigt, wo er zunächst Leiter des Departements Finanz der Geschäftsleitung war. 1999 wurde er zum Vorsitzenden der Geschäftsleitung (CEO) ernannt. Unter seiner Führung wurde die Genossenschaftsbank hinter UBS und Credit Suisse zur drittgrössten Bank der Schweiz und zur grössten Hypothekarbank. Bilanz (auf 168 Milliarden Franken) und Personal (auf über 10'000 Angestellte) wurden dabei mehr als verdoppelt. Die von ihm mit der Beteiligung am Finanzdienstleister Leonteq AG eingeleitete Diversifikationsstrategie, welche die Abhängigkeit der Bankengruppe vom Hypothekargeschäft reduzieren sollte, gilt hingegen als bisher gescheitert. Bekannt wurde Vincenz auch, weil er als einer der ganz wenigen Schweizer Banker schon 2012 empfahl, die Schweiz solle mit der EU über den automatischen Informationsaustausch verhandeln. Am 30. Januar 2015 kündigte er seinen Rücktritt auf März 2016 an, trat aber bereits Ende September 2015 zurück. Auf ihn folgte Patrik Gisel, der die unter Vincenz getätigten Akquisitionen reduzieren wollte, im Sommer 2018 jedoch selbst zurücktrat, nachdem strafrechtliche Untersuchungen gegen seinen ehemaligen Chef seinen und den Ruf der Bank beschädigten.
Vincenz hatte verschiedene Mandate in der Wirtschaft inne, unter anderem war er Verwaltungsratspräsident des Energieunternehmens Repower AG (ab 2016) und von fünf zur Plozza Wine Group gehörenden Unternehmen. Er war ab 2016 Stiftungsratsmitglied bei Avenir Suisse.
Er war Mitglied in verschiedenen Verwaltungsräten, unter anderem Präsident bei der Notenstein La Roche Privatbank (bis Juni 2015), bei der Pfandbriefbank schweizerischer Hypothekarinstitute (bis Juni 2015), bei der Viseca Card Services (bis Juli 2017), bei der Aduno Gruppe (bis August 2017) und bei den Helvetia Versicherungen (bis Dezember 2017) sowie Mitglied bei der Bank Vontobel (bis April 2012) und bei der SIX Group (bis Mai 2014). Er war zudem von 2011 bis 2016 Vorstandsmitglied der Schweizerischen Bankiervereinigung. Vincenz war auch in verschiedenen Stiftungen aktiv, unter anderem als Stiftungsratsmitglied beim Swiss Finance Institute und bei der 2015 aufgelösten Stiftung Otto Ineichens, Speranza.
Von Oktober 2016 bis (formell) November 2017 war er Präsident der Derivatespezialistin Leonteq AG, an der die Raiffeisen Schweiz 29 % hält. Bei der Generalversammlung im März 2017 war er wegen des ungenügenden Geschäftsgangs noch mit dem schlechtesten Resultat aller Verwaltungsräte wiedergewählt worden. Vincenz hatte darauf im Juli 2017 seinen Rücktritt auf den nächstmöglichen Zeitpunkt hin angekündigt, an der ausserordentlichen Generalversammlung vom 22. November 2017 wurde Christopher M. Chambers gewählt.

### FINMA-Verfahren
2017 leitete die Eidgenössische Finanzmarktaufsicht (FINMA) ein Enforcement-Verfahren gegen die Raiffeisen Schweiz bezüglich Fragen der Corporate Governance und gegen Vincenz bezüglich Handhabung von Interessenkonflikten während seiner Zeit bei der Gruppe ein. Von besonderem Interesse für die Aufseher seien Transaktionen des Vehikels Investnet Holding, bei der Vincenz seit 2015 Verwaltungsratspräsident war und an der Raiffeisen eine Mehrheitsbeteiligung von 60 % hält. Vincenz hat sich an ihr mit 15 %, die er von der Raiffeisen erwarb, auch als Privatperson beteiligt. Zu Diskussionen Anlass gab ferner, dass Vincenz’ damalige Ehefrau Nadja Ceregato gleichzeitig Compliance-Managerin der Raiffeisen Schweiz war und bei seinem Austritt zur Rechtschefin mit Einsitz in der erweiterten Geschäftsleitung befördert wurde. Nachdem die Finma auf ihre Ablösung gepocht habe, verliess Ceregato im Juni 2017 das Unternehmen, offiziell für ein Sabbatical-Jahr mit einer Option zur Rückkehr in anderer Funktion.
Nachdem sich abgezeichnet hatte, dass das FINMA-Verfahren länger als erwartet dauert, trat Vincenz als Präsident der Helvetia Versicherungen im Dezember 2017 zurück. Aufgrund dieses Rücktritts und der Versicherung Vincenz’, keine verantwortungsvolle Funktion bei einer von der FINMA beaufsichtigten Bank oder Versicherung mehr anzustreben, stellte die FINMA das Verfahren gegen ihn am 21. Dezember 2017 als nunmehr gegenstandslos ein. Vincenz betonte, dass der Verzicht auf eine Tätigkeit in der regulierten Finanzbranche wie schon zuvor der Rücktritt bei Helvetia keinesfalls ein Schuldeingeständnis bedeuteten. Durch die Einstellung des Verfahrens erfährt die Öffentlichkeit nicht, ob und in welchem Ausmass Vincenz gegen aufsichtsrechtliche Regeln verstossen hat. Das Verfahren gegen die Raiffeisen wurde hingegen weitergeführt (Stand Ende 2017).
Weiter untersuchte die Aduno Gruppe, ob es bei der Übernahme von Commtrain Card Solutions 2007 und EuroKaution 2014 (heute: AdunoKaution) zu Unregelmässigkeiten gekommen war.

### Strafverfahren
Am 28. Februar 2018 eröffnete die Zürcher Staatsanwaltschaft gegen mehrere Personen eine Strafuntersuchung wegen ungetreuer Geschäftsbesorgung, und Vincenz wurde in Untersuchungshaft genommen. Nachdem die Raiffeisenbank durch die Zürcher Justiz über das Strafverfahren informiert worden war, reichte sie ebenfalls eine Strafanzeige gegen ihren ehemaligen Chef ein. Die Bank will zudem in dem Verfahren als Privatklägerin auftreten.
Am 16. Mai 2018 wurde bekannt, dass die Staatsanwaltschaft Zürich «auf mögliche weitere, strafrechtlich relevante Transaktionen im Zusammenhang mit Akquisitionen der Aduno Holding AG beziehungsweise einer ihrer Tochtergesellschaften gestossen» sei. Die Untersuchungshaft wurde verlängert und das Verfahren auf zwei weitere nicht genannte Personen ausgedehnt.
Mitte Juni 2018 kam Vincenz aus der Untersuchungshaft frei. Die Staatsanwaltschaft Zürich erhob am 3. November 2020 Anklage gegen Vincenz und acht weitere Beschuldigte. Der Prozess begann am 25. Januar 2022, am 13. April 2022 wurde er u. a. wegen mehrfacher Veruntreuung, Urkundenfälschung und Betrug zu einer Freiheitsstrafe von drei Jahren und neun Monaten verurteilt. Die Strafe soll vollzogen, die Untersuchungshaft von 106 Tagen angerechnet werden. im Januar 2023 wurde die Urteilsbegründung bekannt. Sein Anwalt Lorenz Erni kündigte an, gegen das Urteil Berufung einzulegen. Als zweiter Hauptbeschuldigter wurde der ehemalige Aduno-Chef Beat Stocker zu einer unbedingten Freiheitsstrafe von vier Jahren verurteilt, u. a. wegen ungetreuer Geschäftsbesorgung, mehrfachen Urkundenfälschung und Betrug. Sowohl Stocker als auch andere Mitangeklagte sowie die Staatsanwaltschaft kündigten Berufung an. Am 25. Januar 2024 hob das Obergericht des Kantons Zürich das Urteil wegen «schwerwiegenden Verfahrensfehlern» auf und wies das Verfahren an die Vorinstanz zurück. Dagegen legte die Staatsanwaltschaft Beschwerde beim Bundesgericht ein. Die Beschwerde wurde 2025 gutgeheissen. Damit ist das Urteil in erster Instanz rechtsgültig und wird in der Berufungsverhandlung vor dem Zürcher Obergericht angefochten werden. Ein Revisionsgesuch gegen den Entscheid des Bundesgerichts wurde von Vinzenz im April 2025 zurückgezogen.

### Privates
Pierin Vincenz war von 2006 bis zur Scheidung 2021 mit der ehemaligen Raiffeisen-Juristin Nadja Ceregato verheiratet, nachdem seine erste Frau im Jahr 2000 überraschend gestorben war. Seine Zwillingstöchter stammen aus dieser ersten Ehe. Sein Vater war der frühere Bündner Ständerat Gion Clau Vincenz, selbst Präsident der Raiffeisen-Gruppe von 1984 bis 1992.
Vincenz war ab 2010 Stiftungsratspräsident der Stiftung MEDAS Ostschweiz (medizinische Abklärungsstelle), ab 2016 Vorstandsmitglied im Förderverein für Kinder mit seltenen Krankheiten und, ebenfalls ab 2016, im Verein Pflege- und Adoptivkinder Schweiz. Ab 2006 war er Stiftungsratsmitglied bei Pro Kloster Disentis und Patronatsmitglied des von den Schweizer Jesuiten und vom Katharina-Werk, Basel, getragenen Lassalle-Instituts. Er war zudem Verwaltungsratsmitglied bei drei Tourismusgesellschaften seiner Heimatregion Brigels.
Pierin Vincenz lebte lange Jahre in Niederteufen AR. Er ist auch dem Bündner Ferienort Andiast verbunden, wo seine Familie herkommt.

## Auszeichnungen
- Nomination SwissAward 2008, Kategorie Wirtschaft.[47]
- Arosa Humorschaufel 2015 des Arosa Humor-Festivals.[48]

## Publikationen
- Expertensysteme im Bankbetrieb (= Beiträge zur Bankbetriebslehre. Bd. 11). Institut für Bankwirtschaft, St. Gallen 1986 (überarbeitete Diplomarbeit, Hochschule St. Gallen).
- Einsatz und Entwicklung von Expertensystemen im Bankbetrieb (= Bank- und finanzwirtschaftliche Forschungen. Bd. 125). Haupt, Bern 1990 (Dissertation, Hochschule St. Gallen, 1989).
- mit Theresia Theurl: Raiffeisen-Gruppe Schweiz: Governancestrukturen, Erfolgsfaktoren, Perspektiven. Pierin Vincenz im Gespräch mit Theresia Theurl (= Arbeitspapiere des Instituts für Genossenschaftswesen der Westfälischen Wilhelms-Universität Münster. Nr. 66). Westfälische Wilhelms-Universität Münster, Institut für Genossenschaftswesen, Münster 2007.